# Пейн, Фридрих
Фридрих Пейн (нем. Friedrich Pein; 20 октября 1915, Шпиц, Кремс-Ланд — 14 февраля 1975, Мурек, Штирия) — снайпер Третьего рейха австрийского происхождения, воевал в составе 227-го егерского полка на Восточном фронте Второй мировой войны. Один из двух снайперов, награждённых Рыцарским крестом Железного креста (второй — Маттеус Хетценауэр).

## Биография
Фридрих Пейн родился в 1915 году в семье австрийского фермера в Штирии. В 1938 году был принят в вермахт. Войну начал снайпером в составе 12-й роты 143-го полка горных егерей, воевал на восточном фронте против Советского Союза.
В начале 1944 года был переведён во 2-ю роту 227-го егерского полка 100-й лёгкой пехотной дивизии. 1 декабря был награждён Железным крестом 2-го класса, а спустя 8 дней удостоен той же награды 1-го класса.
28 февраля 1945 награждён Рыцарским крестом железного креста за 200 убитых солдат. Весной этого же года награждён нагрудным знаком «За ближний бой». За время службы снайпер был трижды ранен, а окончание войны встретил в плену.